# Aulolaimus oxycephalus
Aulolaimus oxycephalus är en rundmaskart som beskrevs av De Man 1880. Aulolaimus oxycephalus ingår i släktet Aulolaimus och familjen Aulolaimidae. Inga underarter finns listade i Catalogue of Life.